# Distrito de Requena
El Distrito peruano de Requena es uno de los 10 distritos de la Provincia de Requena, cuya capital alberga. La provincia está ubicada en el Departamento de Loreto, perteneciente a la Región Loreto, Perú. Recibe su nombre en honor de Francisco Requena y Herrera (1743 - 1824), gobernador de Maynas y comisario de límites durante el periodo colonial.
Desde el punto de vista jerárquico de la Iglesia católica forma parte del Vicariato Apostólico de Requena.

## Turismo
- Reserva nacional Matsés, hábitat de 177 especies de peces, 10 nuevas para el Perú y 8 podrían ser nuevas para la ciencia; 43 especies de mamíferos grandes; entre 100 y 120 especies de anfibios, incluyendo los (sapo) y (rana); 416 especies de aves.[2]

## Centros poblados
| INEI 2017                    |
| PUERTO LORETO                |
| NUEVO PUCATE                 |
| SANTA ROSA                   |
| NUEVO SAN ANTONIO            |
| LUCIANA                      |
| PUERTO PERU                  |
| YURA COCHA                   |
| CONTAMANILLO                 |
| MAGDALENA                    |
| HUARMI ISLA                  |
| ARICA VIEJO                  |
| CAROCURAHUAITE               |
| NUEVO TARMA                  |
| CAJAMARCA                    |
| LAGO PRADO                   |
| SAN VICENTE                  |
| SINAR                        |
| YARINA                       |
| LAS MALVINAS                 |
| FRANCISCO BOLOGNESI          |
| NUEVA UNION                  |
| VILLA MONTE SINAI            |
| CONCORDANCIA                 |
| ALFA Y OMEGA                 |
| AVANZADA PROGRESO (NARANJAL) |
| BELEN DE URCO                |
| VILLA BUEN JESUS DE PAZ      |
| CRISTO REDENTOR              |
| NUEVA REFORMA                |
| GALICIA                      |
| SAN SALVADOR                 |
| CALLAO                       |
| NUEVO PARAISO                |
| NUEVO CARIBE                 |
| NUEVO SAN JUAN               |
| NUEVO SALVADOR               |
| HUARMI ISLA II ZONA          |
| MARDEN PAREDES (SAN MARCOS)  |